# 有坂心花
有坂 心花（ありさか こはな、2008年5月25日 - ）は、日本のファッションモデル。兵庫県出身。アミューズ所属。

## 略歴
アミューズのキッズ部門であるAMUSE kidsに所属して、SUBARUやパナソニックのWEB動画に出演する。当時の芸名は、開發心花(かいはつこはな)であった。
『ニコ☆プチ』2019年2月号よりニコ☆プチ専属モデル（プチモ）となる。2021年2月号で初表紙となり、2021年の沖縄ロケメンバーに選ばれる。2022年5月での卒業までに通算5回表紙を飾った。
2021年7月、JENNI loveのイメージモデルに就任する。
2020年8月よりユーチューブチャンネル「ニコ☆プチTV」で配信されたドラマ『カバーガール』に出演、2022年1月より同チャンネルで配信のドラマ『サクラサク』にも出演した。
『ニコラ』2022年6月号より、同誌専属モデルとなる。
『ニコラ』2023年5月号で初表紙を飾る。同11月号で２回目の表紙を飾る。
『ニコラ』2024年5月号で三回目の表紙を飾る、また同号でニコラ生徒会長となりピン連載も始まった。この年よりめざましテレビのイマドキガールを務め、9月には、次世代を担う10代として週刊プレイボーイ「ガールズグラム2024」企画に取り上げられた。
『ニコラ』2024年9月号で4回目の表紙を飾る。
『ViVi』2025年10月号より、ViVi専属モデルとして活動することを発表。

## 人物
- 特技はギターと小学校2年生で始めたスケートボードである[19][20]。
- 小学校4年生でプチモとなった[10]。小学校5年生当時、初めてプチモを集めての合宿が行われ、里芋掘りを体験した[21][22]。
- プチモ当時に、インスタグラムのフォロワー1万人を達成する。ニコラ専属モデルへの進級を報じたネットニュースでは、「オシャレ番長」と称された[23][10][24]。

## 出演
- 超無敵クラス （2023年）
- めざましテレビ （2024年）イマドキガールとして出演。

### 広告
- SUBARU 新型インプレッサ:愛で選んだ5つの物語（2017年）[4]
- パナソニック リノベでFeel Happiness（2018年）[5]
- ジェニィ[25] JENNI love（2021年 - ） - イメージモデル[12][14]
- 第一三共 サイエンス。それは、希望。 「第一三共がつくりたいもの」篇、「自分らしく生きるための」篇（2024年 - ）[26]

### 配信ドラマ
- サラリーマン山崎シゲル（2025年7月1日 - 、FOD SHORT）[27]

## 書籍

### 雑誌
- ニコ☆プチ（2019年2月号 - 2022年6月号、新潮社） - 専属モデル[6][19]
- nicola（2022年6月号 - 、新潮社） - 専属モデル[28][2]